# Simon Herold
Simon Herold (* 2. Juni 1987 in Siegen) ist ein ehemaliger deutscher Handballtorwart.

## Karriere
Herold begann seine Karriere im Alter von zehn Jahren beim thüringischen SV Haineck-Nazza. Ein Jahr später wechselte er in die D-Jugend des Zweitligisten ThSV Eisenach. Dort besuchte der gebürtige Siegerländer das ortsansässige Handballinternat. Er wurde unter anderem Südwestdeutscher Meister in der C-Jugend und erreichte den dritten Platz in der deutschen Meisterschaft der B-Jugenden. Die A-Jugend übersprang er und stand 2004/05 mit 17 Jahren im Tor des Eisenacher Herrenteams in der zweiten Bundesliga Süd. Zur zweiten Saisonhälfte 2005/06 wechselte er zur SG Flensburg-Handewitt, wo er zunächst hauptsächlich im Regionalligateam spielte, aber auch als dritter Torwart der ersten Mannschaft nominiert war. Insgesamt absolvierte er fünf Spiele für die SG Flensburg-Handewitt in Bundesliga, EHF Champions League und DHB-Pokal.
In der Saison 2007/2008 spielte er im Rahmen eines Leihgeschäftes beim Stralsunder HV in der 2. Handball-Bundesliga Nord. 2008 wechselte er zur MT Melsungen. Ab Januar 2010 spielte Herold per Doppelspielrecht beim HC Empor Rostock; ab dem Sommer 2010 stand er nur noch im Kader vom HC Empor. Zur Saison 2011/12 wechselte Herold zum Drittligisten HF Springe, wo er eine Saison in der 3. Liga spielte. Zu Beginn der Saison 2012/13 wechselte er zum Oranienburger HC. Nach der Saison 2019/20 beendete Herold seine Karriere.

## Erfolge
- dritter Platz bei Deutscher Meisterschaft der B-Jugend
- Südwestdeutscher Meister der C-Jugenden
- Aufstieg in die 1. Bundesliga mit Stralsund